# Black Lightning
Black Lightning è una serie televisiva statunitense di supereroi sviluppata da Salim Akil, basandosi sul personaggio DC Comics Fulmine Nero.
Il cast è composto da Cress Williams nei panni di Fulmine Nero, China Anne McClain nel ruolo di Jennifer Pierce / Lightning, Nafessa Williams interpreta Anissa Pierce / Thunder, Christine Adams nel ruolo di Lynn Stewart.
Il 2 aprile 2018, The CW rinnova la serie per una seconda stagione trasmessa dal 9 ottobre 2018.
Il 31 gennaio 2019, la serie viene rinnovata per una terza stagione trasmessa dal 7 ottobre 2019.
Il 7 gennaio 2020, la serie viene rinnovata per una quarta e ultima stagione trasmessa dall'8 febbraio 2021.

## Trama
La serie si concentra su Jefferson Pierce, il preside della Garfield High School nella città di Freeland, in Georgia. Nove anni prima era un supereroe chiamato Black Lightning fino a quando non si è ritirato dopo quello che la sua vita stava facendo alla sua ex moglie Lynn Stewart e alle sue figlie Anissa e Jennifer. Jefferson è costretto a diventare di nuovo Black Lightning quando The 100, la banda criminale più temuta di Freeland guidata da Tobias Whale, sta prendendo il controllo della città. Il ritorno di Jefferson come Black Lightning è causato quando Anissa e Jennifer vengono catturate da 100 membri associati a Latavius ??"Lala" Jackson. Dopo l'incidente, Anissa inizia a sviluppare le sue abilità e diventa Thunder mentre Jennifer inizia a sviluppare le sue abilità elettriche. Inoltre, il fidanzato di Jennifer, Khalil Payne, viene influenzato dalla parte di Tobias a seguito di un infortunio causato da un cecchino e diventa Painkiller attraverso miglioramenti cibernetici. In una resa dei conti con un membro dell'A.S.A., Martin Proctor, Jennifer lo sconfigge e Proctor viene colpito da Gambi. La valigetta di Proctor consente a Tobias di accedere al suo contenuto.
Nella seconda stagione, Jennifer lavora per migliorare i suoi poteri mentre Tobias lavora per tradurre il contenuto della valigetta. Con Bill Henderson del dipartimento di polizia di Freeland che ora conosce le identità dei supereroi di Jefferson e Anissa, continuano la loro lotta contro i 100. Nel frattempo, Lynn lavora sui giovani metaumani nei baccelli che Proctor aveva sotto la supervisione dell'agente A.S.A. Odell che ha convinto l'ex scienziata markoviana Dr. Helga Jace a dare una mano, ignara del fatto che sta segretamente aiutando Tobias. Dopo la morte apparente di Khalil, Jennifer diventa Lightning per aiutare suo padre. Tobias riesce a far tradurre alcuni dei contenuti che lo hanno portato a prendere il controllo dei Masters of Disaster. Mentre Jefferson e Jennifer sconfiggono Tobias, che viene poi incarcerato nella Fossa, il dottor Jace viene consegnato a Henderson e poi riportato a Markovia dal cacciatore di taglie che si teletrasporta Instant. Mentre i Pierce celebrano la loro vittoria, Odell rivela di conoscere le loro identità segrete. Dice loro che i Markoviani stanno arrivando a Freeland e che l'A.S.A. sta giurando un'inevitabile guerra contro di loro.
Nella terza stagione, l'A.S.A. ha imposto la legge marziale a Freeland coprendo con i media l'esistenza di un'epidemia di SARS. Avendo alcune delle persone sospettate di essere metaumani collocate nella struttura dell'ASA, Odell pianifica di armare coloro che hanno abilità metaumane mentre il comandante Carson Williams, il maggiore Sara Grey e il sergente Gardner Grayle lavorano per lui per imporre la legge marziale. A peggiorare le cose, Odell fa rivivere Khalil riprogrammandolo per servirlo. Pur avendo ricevuto una nuova causa da Odell, Jefferson aiuta contro i soldati markoviani che lavorano sotto il colonnello Yuri Mosin. Lynn continua a lavorare con i ragazzini mentre ottiene campioni di midollo osseo da un Tobias incarcerato mentre Jennifer incontra un metaumano geocinetico di nome Brandon. Dopo un incidente che unisce la Terra di Jefferson con la Terra-1 e la Terra-38, i Markoviani erano riusciti a rapire Lynn e Tobias in modo che potesse stabilizzare i metaumani in loro possesso. I ritardi fanno sì che i superiori di Mosin inviino il loro agente metaumano Gravedigger a rilevare l'operazione e utilizzare la sua capacità di controllo mentale per far lavorare Lynn più velocemente. Jefferson la salva con l'aiuto di Anissa, Jennifer, Brandon, Grayle, TC, Khalil ed Erica Moran mentre porta con sé il dottor Jace, ma Tobias viene lasciato indietro. Quando Gravedigger e i Markoviani iniziano la loro invasione di Freeland, Odell ordina al comandante Williams e al maggiore Gray di eliminare Freeland da coloro che sono coinvolti con l'A.S.A. Henderson finisce in un'uccisione reciproca con un soldato markoviano quando salva Black Lightning. Mentre il comandante Williams viene ucciso da Lynn per legittima difesa e il maggiore Gray resta ucciso durante la sparatoria del suo gruppo con Peter e TC, Jefferson sconfigge Gravedigger mentre Khalil ostacola la partenza di Odell e i piani di Tobias per ottenere l'accesso ai metaumani di Markovia. Sebbene il primo ministro di Markovia neghi quello che è successo a Freeland, i Pierce presentano la valigetta a un comitato del Congresso come prova degli esperimenti loro e dell'ASA ignari del fatto che Gravedigger è sopravvissuto alla sequenza di autodistruzione del Pozzo.
Un anno dopo, nella quarta stagione, Jefferson ha smesso di essere Black Lightning. I 100 sono in guerra per il territorio con il Kobra Cartel. Tobias ora sta lavorando come filantropo con grande sgomento di Pierce e Gambi. Dopo la morte di Henderson, il sindaco Billy Blank fa giurare Ana Lopez come nuovo capo della polizia. Tobias inizia a causare problemi a Jefferson e ai suoi alleati dando a loro la colpa dell'uccisione del sindaco Blank. Inoltre, l'assassino Ishmael è in città e Destiny del Kobra Cartel lo arruola per prendere di mira gli alleati di Jefferson e fargli ottenere il numero di uccisioni metaumane di cui ha bisogno per entrare nella Lega degli Assassini.

## Episodi
| Stagione         | Episodi | Prima TV USA | Prima TV Italia |
| ---------------- | ------- | ------------ | --------------- |
| Prima stagione   | 13      | 2018         | 2018            |
| Seconda stagione | 16      | 2018-2019    | 2018-2019       |
| Terza stagione   | 16      | 2019-2020    | 2020            |
| Quarta stagione  | 13      | 2021         | 2021            |

## Personaggi ed interpreti

### Personaggi principali
- Jefferson Pierce / Black Lightning (stagioni 1-4), interpretato da Cress Williams, doppiato da Roberto Draghetti (stagioni 1-3) e da Massimo Bitossi (Stagione 4). Oltre ad essere un classico padre di famiglia e il preside della Garfield High School, è un ex-supereroe ritirato anni fa a causa della nascita delle figlie. Però a Freeland (dove vive) c’è ancora troppa criminalità e, essendo le figlie ormai cresciute, decide di indossare di nuovo la tuta e di tornare ad essere Black Lightning. I suoi poteri da meta-umano consistono nel lanciare fulmini, saette e scariche elettriche di colore blu, può anche volare (grazie al suo particolare costume) ed è un abile combattente.
- Jennifer Pierce / Lightning  (stagioni 1-4), interpretata da China Anne McClain (stagioni 1-4) e Laura Kariuki (ricorrente stagione 4), doppiata da Eva Padoan. È la figlia minore di Jefferson e, nella seconda stagione, scopre di avere poteri simili a quelli del padre; è quindi in grado di scaricare energia, di colore arancione, dal proprio corpo. Col tempo capisce però che tali poteri sono ben più forti di quelli del padre e, nonostante inizialmente li odiasse, decide di unirsi alla battaglia del padre contro la criminalità, assumendo l’identità di Lightning.
- Anissa Pierce / Thunder (stagioni 1-4), interpretata da Nafessa Williams, doppiata da Francesca Manicone e da Eleonora Reti. È la figlia maggiore di Jefferson. Nella prima stagione scopre anch’essa di essere dotata di particolari abilità, tra cui una forza sovrumana ed un’incredibile resistenza. Inizialmente fiancheggia suo padre col nome di Thunder, ma nella terza stagione decide di crearsi anche un’altra identità, diventando Blackbird e staccandosi per un periodo da Black Lightning. È lesbica e, nella seconda stagione, intraprende una relazione con Grace, aiutandola con i suoi problemi.
- Lynn Stewart (stagioni 1-4), interpretata da Christine Adams, doppiata da Laura Romano. È l’ex-moglie di Jefferson e una brillante dottoressa. Dopo anni di divorzio dal marito, causato dall’ostinazione di lui nel combattere il crimine, decide di riprovarci, accettando la sua volontà di tornare supereroe. Nella terza stagione ha dei problemi con la Green Light, una potente droga che la farà diventare una vera e propria dipendente.
- Tobias Whale (stagioni 1-4), interpretato da Marvin "Kondron" Jones III, doppiato da Dario Oppido. È il nemico principale di Black Lightning. Grazie ad un particolare siero non invecchia mai e fu infatti lui stesso ad uccidere il padre di Jefferson quando quest’ultimo era solo un bambino. È un afroamericano dalla pelle albina e signore del crimine di Freeland.
- Bill Henderson (stagioni 1-3), interpretato da Damon Gupton, doppiato da Enrico Di Troia. È l’ispettore, e successivamente vice-capo, della polizia di Freeland. È anche un grande amico di Jefferson e, quando scoprirà la sua seconda identità, lo aiuterà a risolvere diversi casi. Aiuterà anche Anissa (nelle vesti di Blackbird) durante la ribellione.
- Peter Gambi (stagioni 1-4), interpretato da James Remar, doppiato da Ambrogio Colombo. È l’aiutante, il padrino e il migliore amico di Jefferson. Si è preso cura di lui da quando il padre di Jefferson è stato ucciso e quest’ultimo era solo un bambino; da allora lo aiuta  sin dalla sua prima battaglia, disegnando e costruendo i costumi, offrendogli un nascondiglio sotto il suo negozio e guidandolo in ogni sua missione. Il suo vero nome è Peter Esposito, ma ha dovuto cambiare identità per nascondersi dall’ASA, un’associazione che da sempre sfrutta i meta-umani per replicare e testare i loro poteri.
- Khalil Payne / Painkiller (stagioni 2-4, ricorrente stagione 1), interpretato da Jordan Calloway, doppiato da Simone Crisari. È il migliore amico, e successivamente fidanzato, di Jennifer. In seguito a un brutto incidente che lo costringe ad una sedia a rotelle, passa dall’essere un bravo ragazzo al diventare un alleato di Tobias Whale, che in cambio gli ha donato una nuova spina dorsale meccanica. Sotto il suo controllo diventa Painkiller, un abile combattente corpo-a-corpo le cui uniche armi sono delle piccole siringhe di veleno che lancia al nemico. Si ribellerà poi a Tobias, che gli strapperà di netto la colonna dorsale. Verrà quindi preso dall’ASA, mentre tutti piangono la sua morte, e addestrato e trasformato in un robot programmato per uccidere chiunque si desideri. Il team di Black Lightning riuscirà a capire che in lui vivono due identità: quella del Khalil buono e di Painkiller, che verrà isolata nella sua mente per farlo tornare normale.
- Grace Choi / Wylde (stagione 4, ricorrente stagioni 2-3, guest star stagione 1), interpretata da Chantal Thuy, doppiata da Gea Riva. Oltre ad essere la fidanzata di Anissa, è un meta-umano con poteri da mutaforma: infatti può trasformarsi in qualsiasi persona o animale (la sua trasformazione più frequente è quella di un leopardo). Inizialmente non riesce a controllare i suoi poteri e scapperà da Freeland, ma grazie all’aiuto di Anissa riuscirà a migliorarsi ed entra a far parte del team di Black Lightning.

### Personaggi ricorrenti
- Kiesha Henderson (stagioni 1-2), interpretata da Kyanna Simone Simpson. È la migliore amica di Jennifer.
- Kara Fowdy (stagione 1, guest star stagione 2), interpretata da Skye Marshall, doppiata da Tiziana Avarista. Vicepreside della Garfield High School.
- Latavius "Lala" Johnson / Tattoo Man (stagioni 1-4), interpretato da William Catlett. Capo delle gang di periferia ed ex alunno di Jefferson. Dopo essere stato ucciso, è stranamente risorto ma ora condivide il suo corpo con tutte le persone da lui uccise, che rimangono tatuate sul suo corpo.
- Syonide (stagione 1, guest star stagione 2), interpretata da Charlbi Dean. È l’assistente di Tobias Whale.
- Joey Toledo (stagione 1), interpretato da Eric Mendenhall. È il braccio destro di Tobias Whale.
- Jeremiah Holt (stagioni 1-3), interpretato da Clifton Powell. È il reverendo di Freeland. Nella terza stagione si alleerà alla resistenza di Blackbird per far fuggire i meta-umani tenuti prigionieri dall’ASA.
- Evelyn Stillwater-Ferguson / Lady Eve (stagioni 1, 3), interpretata da Jill Scott. È una donna di potere, in grado di fare da liaison tra l’ASA e i 100, la gang di Tobias. Anch’essa, come Lala, verrà inspiegabilmente riportata in vita.
- Nichelle Payne (stagioni 1-3), interpretata da Yolanda T. Ross. Madre di Khalil, uccisa da lui stesso quando la sua mente era sotto il controllo di Painkiller.
- Frank "Two-Bits" Tanner (stagioni 1-3), interpretato da Jason Louder. Amico di vecchia data di Jefferson.
- Martin Proctor (stagione 1), interpretato da Gregg Henry. Direttore della base operativa dell’ASA di Freeland.
- Percy Odell (stagioni 2-3, guest star stagione 4), interpretato da Bill Duke. È colui che subentrerà a Martin Proctor nella direzione dell’ASA a Freeland.
- Perenna (stagione 2), interpretata da Erika Alexander. È una donna dotata di abilità straordinarie che viene ingaggiata dai Pierce per addestrare Jennifer ad usare e controllare i suoi poteri.
- Helga Jace (stagioni 2-3), interpretata da Jennifer Riker. Una dottoressa criminale che fiancheggia Lynn nei suoi studi all’ASA, nonostante quest’ultima la trovi una persona orribile.
- Mike Lowry (stagioni 2-3), interpretato da P.J. Byrne. Il nuovo preside che prende il posto di Jefferson.
- Giselle Cutter (stagione 2), interpretata da Kearran Giovanni. Mercenaria e vecchia amica di Tobias.
- Jamillah Olson (stagione 3), interpretata da Adetinpo Thomas. Giornalista che ha un flirt con Anissa.
- Brandon Marshall (stagione 3), interpretato da Jahking Guillory. Compagno di classe di Jennifer. I due stringono amicizia e rivelano entrambi di avere dei poteri: infatti egli ha poteri relativi alla terra, riesce a creare terremoti e a far tremare tutto intorno a lui. Farà parte del team di Black Lightning, intento a trovare la dottoressa Jace, che uccise sua madre anni prima.
- Sara Grey (stagione 3), interpretata da Katy O'Brian. Maggiore a capo delle operazioni militari dell’ASA.
- Gardner Grayle (stagione 3), interpretato da Boone Platt. È un sergente dell’ASA che aiuta Lynn e si aggiunge al Team.
- Erica Moran (stagione 3), interpretata da Gabriella Garcia. Una dei tanti ragazzi meta-umani tenuti all’ASA che entra a far parte del Team. Il suo potere è quello di assorbire l’energia dei colpi subiti e scaricarla attraverso altrettanti colpi incredibilmente potenti: è infatti in grado di sfondare porte e uccidere nemici con un solo pugno.
- T.C. / Baron (stagioni 3-4), interpretato da Christopher Ammanuel doppiato da Gabriele Patriarca e Alessio Puccio. È un ragazzo trovato da Gambi con particolari abilità: riesce infatti a collegare la sua mente ai software dei computer e a comunicare con loro. Entrerà a far parte del team.

## Distribuzione
La serie viene trasmessa negli Stati Uniti da The CW a partire dal 16 gennaio 2018.
In Italia la serie viene distribuita in streaming da Netflix a partire dal 23 gennaio 2018 con un episodio a settimana.